# Thornton-le-Clay
Thornton-le-Clay – wieś w Anglii, w hrabstwie North Yorkshire, w dystrykcie (unitary authority) North Yorkshire. Leży 16 km na północny wschód od miasta York i 291 km na północ od Londynu.